# Francis Girod

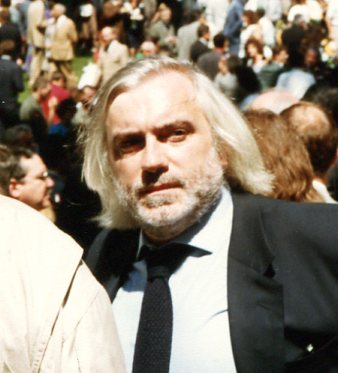
Francis Girod, 1990

Francis Girod (* 9. Februar 1944 in Semblançay, Département Indre-et-Loire; † 19. November 2006 in Bordeaux) war ein französischer Filmregisseur, Drehbuchautor, Hochschullehrer und Produzent.
Er ist in Brüssel aufgewachsen und studierte zunächst Journalismus. Von 2002 bis zu seinem Tod war Girod als Nachfolger von Claude Autant-Lara Mitglied der Académie des Beaux-Arts. 2005 wurde er in die französische Ehrenlegion aufgenommen.
Girod starb in der Nacht zum 19. November 2006 an einem Herzinfarkt und wurde auf dem Cimetière Montparnasse begraben.

## Filmografie
B = Drehbuch, D = Darsteller, R = Regie, P = Produktion
| - 1967: Der Horizont (L’horizon) – Regie: Jacques Rouffio (P, D) - 1969: Schirokko (Sirocco d'hiver) (B) - 1974: Trio Infernal (Le Trio infernal) (R, B) - 1976: Die wilden Mahlzeiten (René la canne) (B, R) - 1977: Lautlose Angst (L’état sauvage) (B, P, R) - 1980: Die Bankiersfrau (La Banquière) (B, R) - 1982: Der große Bruder (Le Grand Frère) (B, R) - 1984: Le bon plaisir – Eine politische Liebesaffäre (Le bon plaisir) (R, B) - 1986: Abstieg zur Hölle (Descente aux enfers) (R, B) - 1988: L’Enfance de l’art - 1989: Zanzibar – Regie: Christine Pascal (D) | - 1990: Lacenaire (B, D) - 1991: Contre l’oubli (D) - 1994: Délit mineur (R) - 1996: Lumière et compagnie (R) - 1996: Passage à l'acte (R) - 1998: Der Rachepakt (Terminale) (R, B) - 2000: Le Misanthrope (Fernsehfilm, R) - 2001: Mauvais genres (R) - 2003: Claude Chabrol – Mein erster Film (Dokumentarfilm, R) - 2004: Le Pays des enfants perdus (Fernsehfilm, D) - 2006: Ein perfekter Freund (Un ami parfait) (R) |

## Auszeichnungen
Girod wurde mit folgenden Orden ausgezeichnet:
- Légion d’honneur
- Ordre national du Mérite
- Ordre des Arts et des Lettres